# Jan van der Sloot
Jan van der Sloot (Rotterdam, 18 februari 1911 - Den Haag, 6 november 1944) was een Nederlandse verzetsstrijder tijdens de Tweede Wereldoorlog. 
Van der Sloot was opperwachtmeester bij de politie in Delft. Zijn verzetsnamen waren "Jan 33" en "Jan van der Veen". Hij deed veel spionagewerk en werkte voor de illegale pers. Ook speelde hij een belangrijke rol bij de overval op het Delftse politiebureau in 1944 waarbij twee verzetsstrijders en enkele opgepakte Joden werden bevrijd en wapens voor het verzet werden buitgemaakt. De leiding van die overval berustte bij Leendert Valstar.
Door deze overval was hij verdacht geworden en moest hij onderduiken. Op 13 oktober 1944 werd hij opgespoord door de Duitse bezetter te Den Haag en na veel verzet gearresteerd en op 6 november 1944 op de Waalsdorpervlakte gefusilleerd.
Hij is postuum onderscheiden met het Verzetsherdenkingskruis. In Delft is als eerbetoon een singel naar hem vernoemd (Van Der Slootsingel). Jan van der Sloot ligt herbegraven op de erebegraafplaats Bloemendaal te Overveen.